# Stretto di Cebu

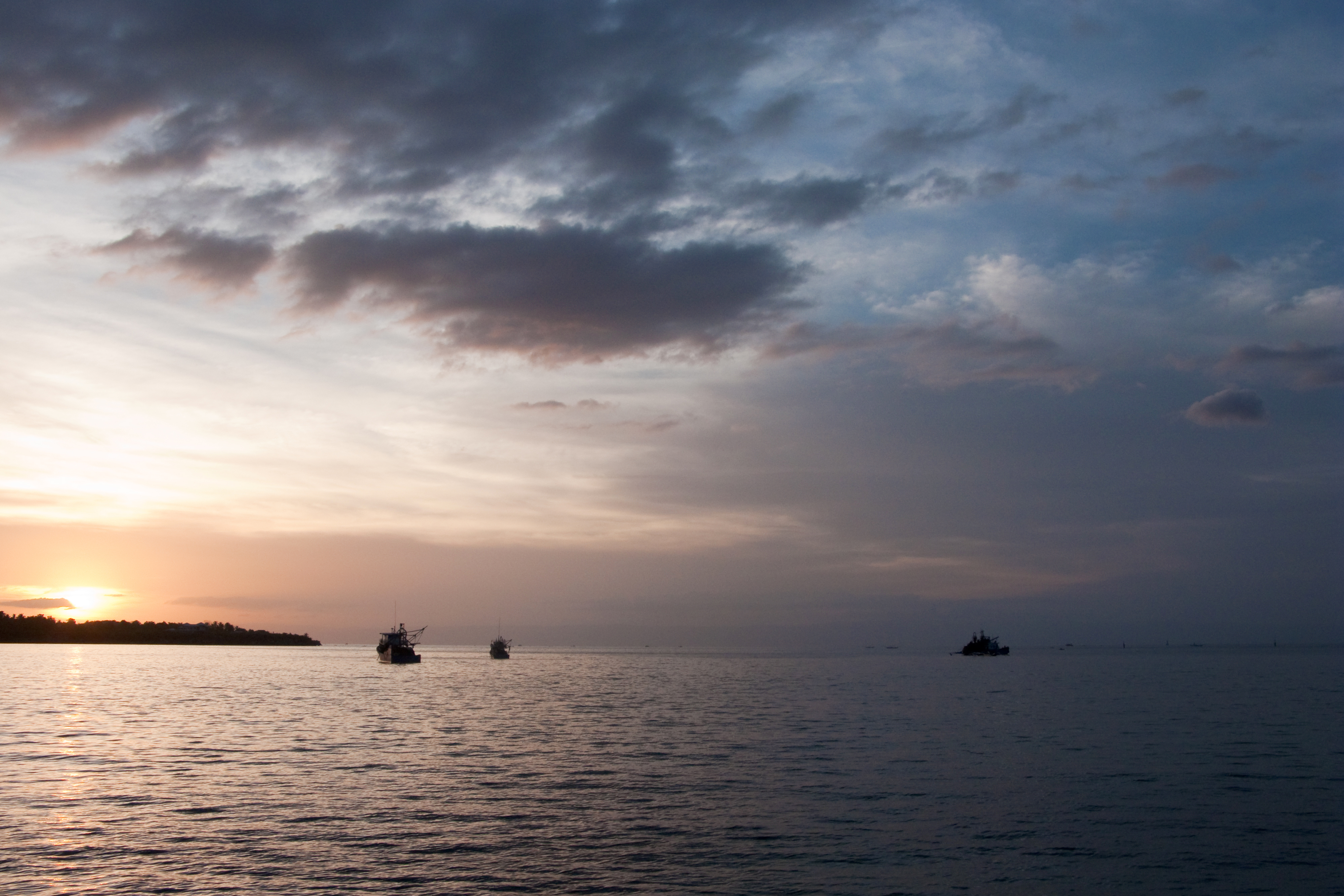
Stretto di Cebu

Lo stretto di Cebu (in Tagalog: Kipot ng Cebú), chiamato anche stretto di Bohol, è uno stretto situato nella regione di Visayas Centrale, nelle Filippine.

## Caratteristiche
Lo stretto di Cebu collega la parte occidentale del Mar di Bohol con il Mar di Camotes e separa la Provincia di Cebu dalla Provincia di Bohol.

## Trasporti
Lo stretto è un'importante via d'acqua che collega la città di Cebu, posta all'estremità settentrionale, con le città portuali di Dumaguete e Cagayan de Oro a sud.
Nell'isola di Mactan, all'estremità settentrionale dello stretto, si trova l'Aeroporto Internazionale di Mactan-Cebu, il secondo più importante delle Filippine.